# 조슈아 허드먼
조슈아 허드먼(Joshua Herdman, 1987년 3월 26일 ~ )은 잉글랜드의 배우이다. 해리 포터 영화 시리즈에서 그레고리 고일 역으로 잘 알려져 있다.

## 출연 작품
- 후드 (2018)
- 피기 (2012)
- 해리 포터와 죽음의 성물 - 2부 (2011)
- 해리 포터와 죽음의 성물 - 1부 (2010)
- 해리 포터와 혼혈 왕자 (2009)
- 해리 포터와 불사조 기사단 (2007)
- 해리 포터와 불의 잔 (2005)
- 해리 포터와 아즈카반의 죄수 (2004)
- 썬더팬츠 (2002)
- 해리 포터와 비밀의 방 (2002)
- 해리 포터와 마법사의 돌 (2001)